# Linha Zamoskvoretskaia (metro de Moscovo)

Linha Zamoskvoretskaia

A linha Zamoskvoretskaia (em russo:  Замоскворецкая), por vezes referida como linha 2, é uma das linhas do metro de Moscovo, na Rússia.
Foi inaugurada em 11 de setembro de 1938 (86 anos) e circula entre as estações de Retchnoi Vokzal e Krasnogvardeiskaia. Tem ao todo 20 estações.